# Promozione Sicilia 1978-1979
Nella stagione 1978-1979 la Promozione era sesto livello del calcio italiano (il massimo livello regionale).
Qui vi sono le statistiche relative al campionato gestito dal Comitato Regionale Siculo per la regione Sicilia.
Il campionato è strutturato in vari gironi all'italiana su base regionale, gestiti dai Comitati Regionali di competenza. Promozioni alla categoria superiore e retrocessioni in quella inferiore non erano sempre omogenee; erano quantificate all'inizio del campionato dal Comitato Regionale secondo le direttive stabilite dalla Lega Nazionale Dilettanti, ma flessibili, in relazione al numero delle società retrocesse dalla Serie D e perciò, a seconda delle varie situazioni regionali, la fine del campionato poteva avere degli spareggi sia di promozione che di retrocessione.

## Girone A

### Squadre partecipanti
| Club                            | Città                        |
| ------------------------------- | ---------------------------- |
| Pol. A.M.A.T.                   | Palermo                      |
| U.S. Castellammare              | Castellammare del Golfo (TP) |
| Dop.Az. Cantieri Navali Riuniti | Palermo                      |
| U.S. Empedoclina                | Porto Empedocle (AG)         |
| A.S. Favara                     | Favara (AG)                  |
| G.S. Folgore                    | Castelvetrano (TP)           |
| U.S. Juve Bagheria              | Bagheria (PA)                |
| A.S. Juventina                  | Alcamo (TP)                  |
| Pol. Licata                     | Licata (AG)                  |
| U.S. Monreale                   | Monreale (PA)                |
| Nissa Sport Club                | Caltanissetta                |
| A.C. Partanna                   | Partanna (TP)                |
| A.C. Ravanusa                   | Ravanusa (AG)                |
| U.S. Salemi                     | Salemi (TP)                  |
| S.P. Sancataldese               | San Cataldo (CL)             |
| A.S. Termitana                  | Termini Imerese (PA)         |

### Classifica finale
|  | Pos. | Squadra               | Pt | G  | V  | N  | P  | GF | GS | DR  |
|  | ---- | --------------------- | -- | -- | -- | -- | -- | -- | -- | --- |
|  | 1.   | Nissa                 | 46 | 30 | 18 | 10 | 2  | 47 | 17 | +30 |
|  | 2.   | Empedoclina           | 36 | 30 | 12 | 12 | 6  | 32 | 23 | +9  |
|  | 3.   | Ravanusa              | 35 | 30 | 11 | 13 | 6  | 27 | 16 | +11 |
|  | 3.   | Juventina             | 35 | 30 | 14 | 7  | 9  | 39 | 30 | +9  |
|  | 5.   | Termitana             | 31 | 30 | 12 | 7  | 11 | 33 | 26 | +7  |
|  | 5.   | Cantieri Navali       | 31 | 30 | 10 | 11 | 9  | 28 | 28 | 0   |
|  | 7.   | Folgore Castelvetrano | 29 | 30 | 8  | 13 | 9  | 20 | 24 | -4  |
|  | 8.   | AMAT Palermo          | 28 | 30 | 9  | 10 | 11 | 25 | 23 | +2  |
|  | 8.   | Licata                | 28 | 30 | 9  | 10 | 11 | 37 | 36 | +1  |
|  | 8.   | Favara                | 28 | 30 | 8  | 12 | 10 | 25 | 31 | -6  |
|  | 11.  | Juve Bagheria         | 27 | 30 | 8  | 11 | 11 | 22 | 29 | -7  |
|  | 11.  | Monreale              | 27 | 30 | 6  | 15 | 9  | 24 | 36 | -12 |
|  | 13.  | Partanna              | 26 | 30 | 6  | 14 | 10 | 19 | 24 | -5  |
|  | 14.  | Castellammare         | 26 | 30 | 8  | 10 | 12 | 29 | 38 | -9  |
|  | 15.  | Sancataldese          | 24 | 30 | 8  | 8  | 14 | 21 | 32 | -11 |
|  | 16.  | Salemi                | 23 | 30 | 5  | 13 | 12 | 19 | 34 | -15 |

Legenda:

      Promosso in Serie D 1979-1980.

      Retrocesso in Prima Categoria 1979-1980.

Note:

Due punti a vittoria, uno a pareggio, zero a sconfitta.
Differenza reti solo in caso di pari punti in zona promozione e retrocessione, secondo quanto stabilito dal Regolamento Organico dell'epoca.
La differenza reti non viene applicata nelle altre parità di punti, secondo quanto stabilito dal Regolamento Organico dell'epoca.

## Girone B

### Squadre partecipanti
| Club                 | Città                        |
| -------------------- | ---------------------------- |
| S.S. Adernò          | Adrano (CT)                  |
| U.S. Adrano          | Adrano (CT)                  |
| Pol. Bronte          | Bronte (CT)                  |
| A.S. Caltagirone     | Caltagirone (CT)             |
| Pol. Carlentini      | Carlentini (SR)              |
| A.S. Enna            | Enna                         |
| Pol. Folgore         | Sant'Agata di Militello (ME) |
| A.S. Francavilla     | Francavilla di Sicilia (ME)  |
| S.S. Giarre          | Giarre (CT)                  |
| S.C. Mascalucia 1969 | Mascalucia (CT)              |
| S.S. Milazzo         | Milazzo (ME)                 |
| U.S. Pattese         | Patti (ME)                   |
| Pol. Pozzallo        | Pozzallo (RG)                |
| S.S. Provinciale     | Messina                      |
| A.S. Solarino        | Solarino (SR)                |
| G.S. Tiger           | Brolo (ME)                   |

### Classifica finale
|  | Pos. | Squadra             | Pt | G  | V  | N  | P  | GF | GS | DR  |
|  | ---- | ------------------- | -- | -- | -- | -- | -- | -- | -- | --- |
|  | 1.   | Pattese             | 46 | 30 | 20 | 6  | 4  | 55 | 21 | +34 |
|  | 2.   | Pozzallo            | 38 | 30 | 15 | 8  | 7  | 53 | 29 | +24 |
|  | 3.   | Mascalucia          | 37 | 30 | 13 | 11 | 6  | 40 | 21 | +19 |
|  | 4.   | Adernò              | 34 | 30 | 14 | 6  | 10 | 41 | 33 | +8  |
|  | 5.   | Caltagirone         | 33 | 30 | 11 | 11 | 8  | 33 | 27 | +6  |
|  | 6.   | Bronte              | 32 | 30 | 9  | 14 | 7  | 33 | 26 | +7  |
|  | 7.   | Giarre              | 31 | 30 | 11 | 9  | 10 | 33 | 27 | +6  |
|  | 7.   | Provinciale Messina | 31 | 30 | 11 | 9  | 10 | 31 | 31 | 0   |
|  | 7.   | Enna                | 31 | 30 | 10 | 11 | 9  | 35 | 37 | -2  |
|  | 7.   | Milazzo             | 31 | 30 | 11 | 9  | 10 | 35 | 40 | -5  |
|  | 11.  | Francavilla         | 29 | 30 | 11 | 7  | 12 | 36 | 36 | 0   |
|  | 12.  | Tiger Brolo         | 28 | 30 | 9  | 10 | 11 | 27 | 30 | -3  |
|  | 13.  | Adrano              | 25 | 30 | 9  | 7  | 14 | 26 | 34 | -8  |
|  | 14.  | Carlentini          | 23 | 30 | 8  | 7  | 15 | 24 | 41 | -17 |
|  | 15.  | Solarino            | 18 | 30 | 4  | 10 | 16 | 25 | 51 | -26 |
|  | 16.  | Folgore             | 13 | 30 | 1  | 11 | 18 | 14 | 57 | -43 |

Legenda:

      Promosso in Serie D 1979-1980.

      Retrocesso in Prima Categoria 1979-1980.

Note:

Due punti a vittoria, uno a pareggio, zero a sconfitta.
Differenza reti solo in caso di pari punti in zona promozione e retrocessione, secondo quanto stabilito dal Regolamento Organico dell'epoca.
La differenza reti non viene applicata nelle altre parità di punti, secondo quanto stabilito dal Regolamento Organico dell'epoca.